# Херентхаут
Херентхаут (на нидерландски: Herenthout) е селище в Северна Белгия, окръг Тьорнхаут на провинция Антверпен. Намира се на 21 km югозападно от град Тьорнхаут. Населението му е около 8360 души (2006).